# Vicia pannonica
La veça pannonica (Vicia pannonnica) és una planta lleguminosa de distribució latemediterrània (a la conca del Mediterrani i més enllà) i naturalitzada a molts més llocs. El nom específic de pannonica fa referència a Hongria, sent una planta farratgera molt important al sud d'Europa i sud-est d'Àsia.

## Descripció
És una planta anual (teròfit) fa de 20 a 60 cm d'alt i floreix d'abril a juliol. Tolera temperatures de fins -18 °C.

## Ús
Com farratgera s'adapta a sòls pesants (argilosos) i es fa servir, colgant-la, com adob verd